# Interaction multimodale
L'interaction multimodale relève de la combinaison de plusieurs moyens de communication entre l'utilisateur et la machine. Les exemples les plus souvent utilisés sont la combinaison du geste et de la parole (« Mets ça ici », accompagné d'un geste de désignation) et l'interaction à deux mains sur une table interactive.